# Ma-ayon
Ma-ayon es un municipio filipino perteneciente a la provincia de Cápiz, en las Bisayas Occidentales.

## Toponimia
El nombre del lugar puede encontrarse escrito con las grafías Ma-ayon y Maayon.

## Geografía
Está situado en la margen izquierda del río del mismo nombre, afluente del Cápiz.

## Historia
Hacia comienzos del siglo XX, el lugar, ya por entonces perteneciente a la provincia de Cápiz, tenía contabilizada una población de 1616 habitantes. En 2020, el municipio de Ma-ayon tenía censados 41 226 habitantes.